# Sophie Spitz
Sophie Spitz, M.D. (4 lutego 1910–11 sierpnia 1956) była amerykańską patomorfolog, która jako pierwsza opisała i opublikowała serię artykułów na temat „czerniaka młodzieńczego” (w istocie niezłośliwego znamienia skórnego), zmiany skórnej znanej obecnie pod nazwą „znamię Spitz”.

## Życie i praca
Spitz urodziła się w Nashville, Tennessee. Jej rodzice byli Żydami; jej ojciec, Joe Spitz, krawiec, wyemigrował z Austro-Węgier. Jej matka, Florence Levy Spitz, urodziła się w Tennessee. Jej wuj, Herman Spitz, był patomorfologiem i zainspirował ją do rozpoczęcia kariery medycznej. Zdobyła tytuł doktora medycyny na Uniwersytecie Vanderbilta w 1932 roku i rozpoczęła szkolenie specjalizacyjne w New York Infirmary for Women and Children.
Spitz zawarła związek małżeński z Arthurem Allenem, również patologiem, w 1942. W tym mniej więcej czasie, zaczęła pracę w Wojskowym Instytucie Patologii, gdzie pracowała do 1945 roku. Tam właśnie zainteresowała się chorobami tropikalnymi i została współautorką „Patologii Chorób Tropikalnych: Atlasu” z Jamesem Earle'm Ashem.
Po II Wojnie Światowej, powróciła do swojego dawnego nowojorskiego szpitala oraz zaczęła pracę w Memorial Sloan-Kettering Cancer Center, gdzie opisała dwanaście przypadków jednostki chorobowej wówczas znanej jako „czerniak młodzieńczy” i uznała te zmiany za łagodne, mimo ich mikroskopowego podobieństwa do czerniaka złośliwego. Ta ważna klinicznie informacja została opublikowana w American Journal of Pathology w 1948 roku, a jednostka chorobowa obecnie nosi jej imię.

## Śmierć
W wieku 46 lat, Spitz zmarła na raka okrężnicy, zanim określenie „znamię Spitz” stało się powszechne. Za jej zasługi dla patologii, a szczególnie za jej wgląd i przewidywanie w zakresie przydatności i wykorzystywania testu Papanicolaou, gdy został wynaleziony, jest uznawana za wyróżniającego się patologa swoich czasów.